# Ponitz

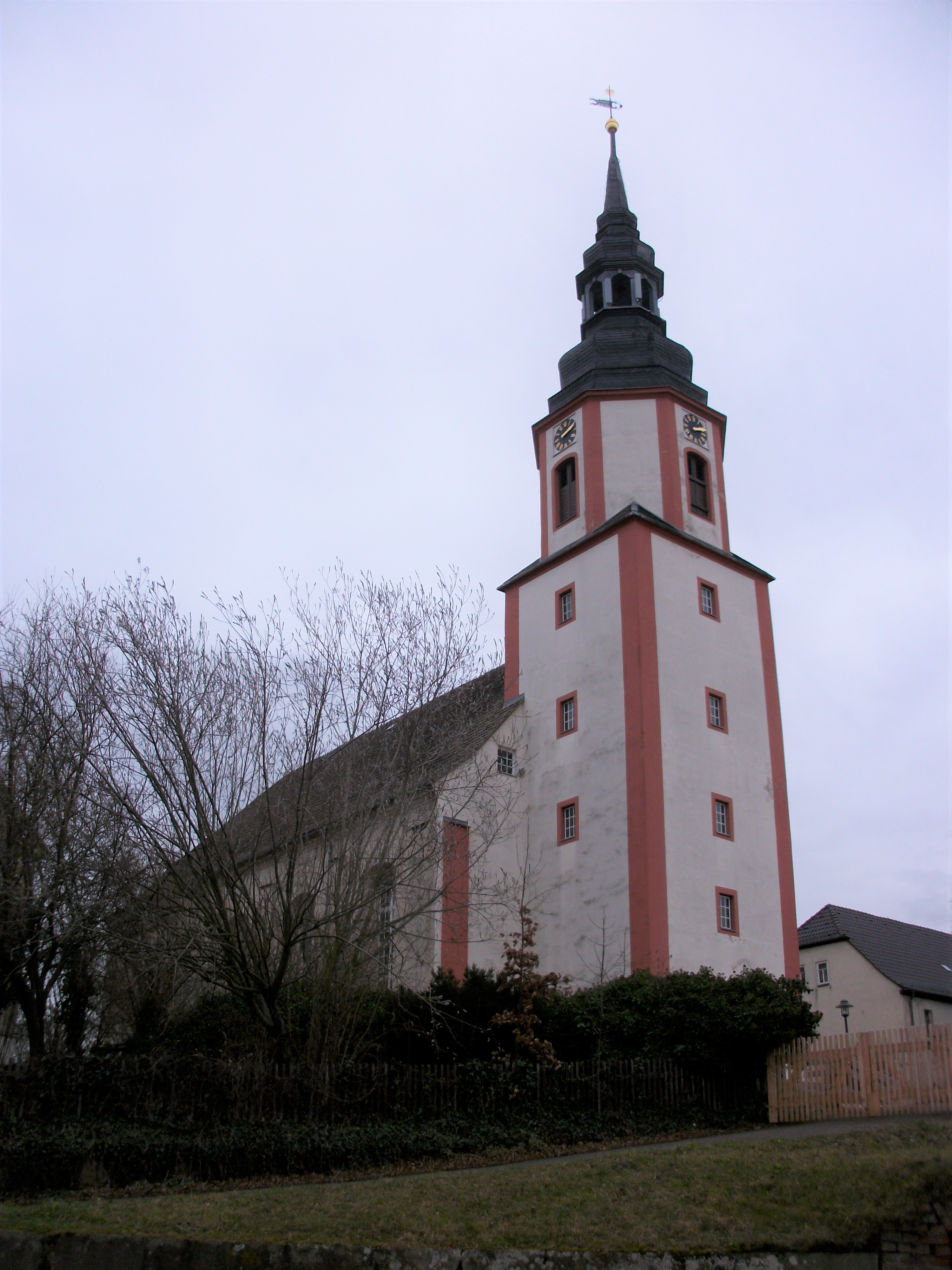
Vredeskerk van Ponitz

Ponitz is een gemeente in de Duitse deelstaat Thüringen, en maakt deel uit van de Landkreis Altenburger Land.
Ponitz telt 1.524 inwoners.